# Sydney Schneider
Sydney Schneider (Dayton, New Jersey, 31 augustus 1999) is een Jamaicaans voetbalspeelster. Ze speelt als doelverdediger voor Chicago Red Stars in de National Women's Soccer League.

## Clubcarrière
Schneider werd geboren in Dayton in de Amerikaanse staat New Jersey. Haar vader is Duits en haar moeder werd geboren in de Verenigde Staten als dochter van een Jamaicaanse moeder een Griekse vader. Schneider ging naar de South Brunswick High School. In februari 2017 schreef ze een brief waarmee ze zich bij het universiteitsteam UNC Wilmington Seahawks. Schneider stond in alle negentien wedstrijden op doel, waarmee ze de tweede keepster was die in elke wedstrijd in een seizoen in actie kwam. In 2019 werd ze daarnaast uitgeroepen tot keepster van het jaar.
In het seizoen 2021 voegde Schneider zich bij Washington Spirit, uitkomend in de National Women's Soccer League. Het volgende seizoen kwam Schneider uit voor competitiegenoot Kansas City Current. In januari 2023 ging Schneider haar eerste Europese avontuur bij AC Sparta Praag aan. Voor de Tsjechen maakte ze haar debuut op het hoogste niveau in de I. liga žen. In mei 2023 verlengde Schneider haar contract met een jaar waardoor ze ook in het seizoen 2023/24 uitkwam voor AC Sparta Praag.
Op 29 januari 2024 tekende Schneider een eenjarig contract bij Chicago Red Stars uitkomend in de NWSL. Voor de overgang betaalde de Amerikaanse club een transfersom.

## Statistieken
| Seizoen   | Club                | Competitie                     | Competitie | Competitie | Beker | Beker | Overig | Overig | Totaal | Totaal |
| Seizoen   | Club                | Competitie                     | Wed.       | Dlp.       | Wed.  | Dlp.  | Wed.   | Dlp.   | Wed.   | Dlp.   |
| --------- | ------------------- | ------------------------------ | ---------- | ---------- | ----- | ----- | ------ | ------ | ------ | ------ |
| 2021      | Washington Spirit   | National Women's Soccer League | 0          | 0          | 0     | 0     | 0      | 0      | 0      | 0      |
| 2022      | Kansas City Current | National Women's Soccer League | 9          | 0          | 0     | 0     | 0      | 0      | 0      | 0      |
| 2022/23   | AC Sparta Praag     | I. liga žen                    | 6          | 0          | 0     | 0     | 0      | 0      | 6      | 0      |
| 2023/2024 | AC Sparta Praag     | I. liga žen                    | 5          | 0          | 0     | 0     | 0      | 0      | 5      | 0      |
| 2024/25   | Washington Spirit   | National Women's Soccer League | 0          | 0          | 0     | 0     | 0      | 0      | 0      | 0      |
| Totaal    | Totaal              | Totaal                         | 11         | 0          | 0     | 0     | 0      | 0      | 11     | 0      |

Bijgewerkt t/m 9 oktober 2024.

## Interlandcarrière
Schneider kon uitkomen voor de nationale selecties van Verenigde Staten, Duitsland en Jamaica.  In 2015 werd ze voor het eerst opgeroepen voor Jamaica -17, maar dit aanbod legde ze naast haar neer. Een jaar later ging Schneider in op een aanbod om voor Jamaica -17 uit te komen op het CONCACAF -17 kampioenschap. Schneider kwam met Jamaica -20 uit op het CONCACAF -20 kampioenschap, waar ze alle wedstrijden on de lat stond en op de laatste plaats eindigde met haar land.
Schneider werd in 2018 voor het eerst opgeroepen voor het nationale elftal van Jamaica op het Noord-Amerikaans kampioenschap 2018. In de tweede groepswedstrijd tegen Costa Rica were Schneider uitgeroepen tot vrouw van de wedstrijd nadat ze aantal belangrijke reddingen maakte en haar team hielp aan een 1-0 overwinning.
Schneider werd opgeroepen voor het WK 2019 in Frankrijk waarop ze de eerste keus onder de lat was. In haar WK-debuut tegen Brazilië wist Schneider een penalty te stoppen, maar kon ze niet voorkomen dat haar team met 0-3 verloor. Voor het WK 2023 in Australië en Nieuw-Zeeland werd Schneider opnieuw opgeroepen, maar op dit eindtoernooi was Rebecca Spencer de eerste keus onder de lat.